# Chandler Riggs
Chandler Riggs, född 27 juni 1999 i Atlanta i Georgia, är en amerikansk skådespelare. Han är mest känd för rollen som Carl Grimes i TV-serien The Walking Dead.

## Filmografi i urval
- 2014 – Mercy
- 2010 – The Walking Dead
- 2009 – Get Low